# وینکی، استرالیای جنوبی
وینکی (به انگلیسی: Winkie) یک شهرک در استرالیا است که در استرالیای جنوبی واقع شده‌است.